# Incidente aereo a Héðinsfjörður del 1947
Il 29 maggio 1947, un Douglas DC-3 della Flugfélag Íslands si schiantò sul monte Hestfjall sul lato occidentale dell'Héðinsfjörður, un fiordo nel nord dell'Islanda. Tutte le 25 persone a bordo morirono. È il peggior incidente aereo in Islanda.

## Incidente e recupero

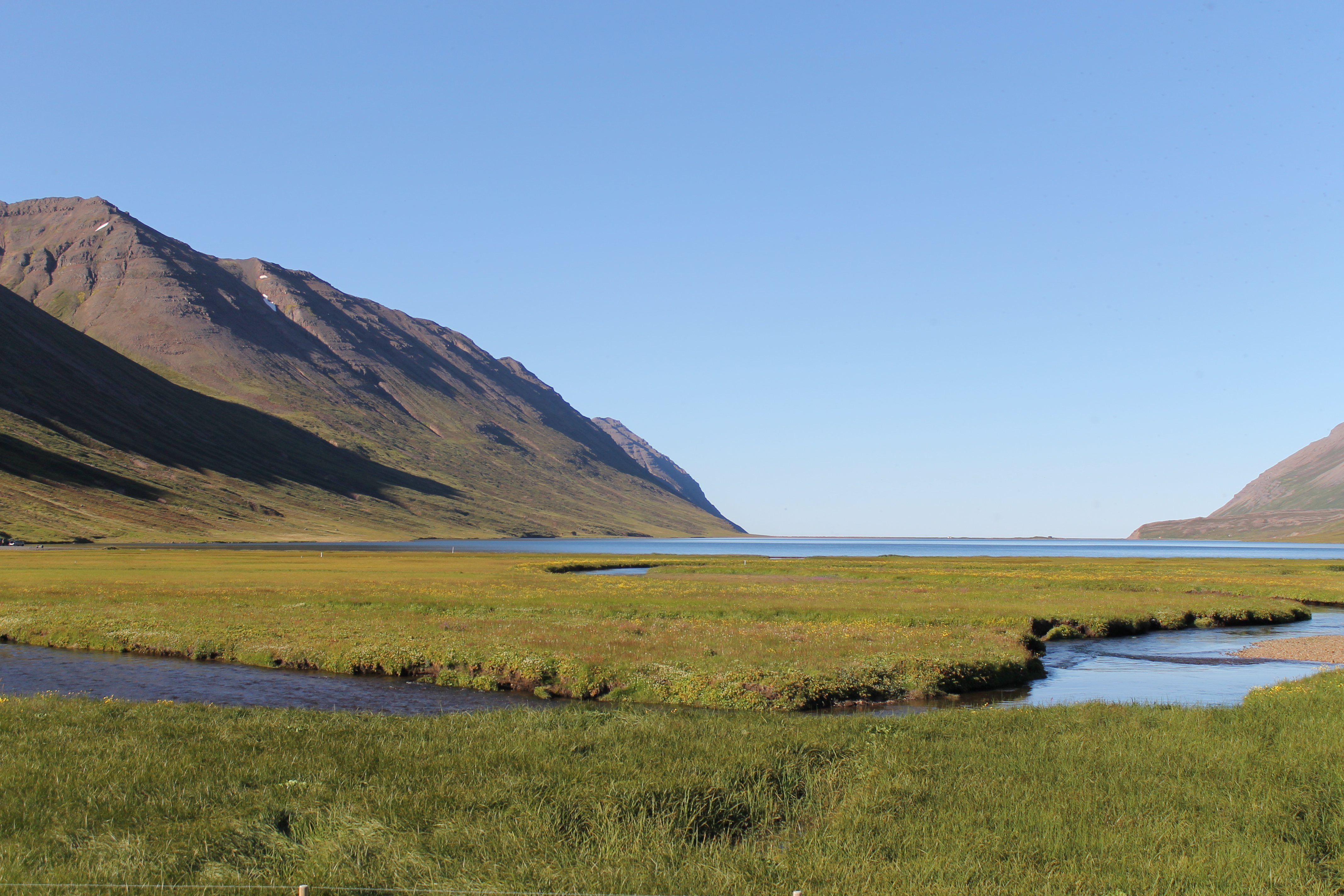
Il fiordo Héðinsfjörður visto dalle sue sorgenti; il monte Hestfjall, su cui si è schiantato il DC-3, è sulla sinistra.

L'aereo fu prodotto nel 1944 come Douglas C-47 Skytrain e in seguito convertito in un DC-3 per uso civile. Venne registrato come TF-ISI per Flugfélag Íslands, ora Air Iceland Connect, la compagnia aerea nazionale islandese. Partì alle 11:25 con un volo di un'ora e mezza dall'aeroporto di Reykjavík al vecchio sito dell'aeroporto di Akureyri. Lo si sentì passare sopra il fiordo Skagafjörður e visto volare basso sull'acqua verso Siglunes, il punto più a nord tra i fiordi Siglufjörður e Héðinsfjörður sulla costa settentrionale, ma non arrivò mai. Il tempo era molto nebbioso e i soccorritori non riuscirono a localizzare il relitto fino al mattino successivo, quando fu avvistato da uno dei tre aerei di ricerca sul lato di Hestfjall, la montagna a ovest di Héðinsfjörður. Il DC-3 si era disintegrato, era scivolato lungo il fianco della montagna e aveva preso fuoco. Non ci furono superstiti dei quattro membri dell'equipaggio e dei 21 passeggeri. Si presume che il pilota stesse volando a vista sopra l'acqua, come era normale in quel momento poiché vi erano pochi aiuti alla navigazione sulla rotta, e che si fosse accorto della montagna solo all'ultimo momento. Si stima che l'incidente fosse avvenuto alle 12:48.
I corpi vennero portati in barca a Ólafsfjörður e da lì, avvolti nella bandiera islandese, ad Akureyri, dove la sera del 30 maggio si tenne una cerimonia sul molo alla quale partecipò una folla di circa 4.000 persone, e vennero poi trasportati ad Akureyrarkirkja.

## Eredità
L'incidente è il peggior incidente aereo in Islanda e il secondo peggiore che coinvolga un aereo islandese, dopo lo schianto del volo Icelandic Airlines 001 in Sri Lanka nel 1978. Nel 1997, cinquant'anni dopo l'incidente, il Súlur Kiwanis Club di Ólafsfjörður eresse un memoriale sul luogo dell'incidente sotto forma di una croce celtica di due metri. Un libro sull'incidente, Harmleikur í Héðinsfirði di Margrét Þóra Þórsdóttir, è stato pubblicato nel 2009. Nel 2020, l'incidente è stato presentato nel quarto episodio della serie TV documentaristica Siglufjörður – saga bæjar su RÚV.